# Célestin Bergevin
Pour les articles homonymes, voir Bergevin.
Célestin Bergevin, né le 7 septembre 1832 à Saint-Timothée, aujourd'hui un quartier de Salaberry-de-Valleyfield et mort le 17 juillet 1910 à Salaberry-de-Valleyfield, est un juge de paix, capitaine et homme politique québécois, député de Beauharnois à l'Assemblée législative de la province de Québec sous la bannière du Parti conservateur du Québec de 1867 à 1871 et de 1878 à 1886.

## Biographie
Célestin Bergevin naît à le 7 septembre 1832 à Saint-Timothée de Pierre Bergevin, un agriculteur, et d'Angélique Mercier. Il est agriculteur, mais occupe entre-temps les positions de gardien du havre de Valleyfield et de juge de paix. 
Il est maire de Saint-Clément-de-Beauharnois de 1878 à 1882. À l'échelle provinciale, il est élu député dans Beauharnois lors des premières élections provinciales du Québec en 1867. Aux élections de 1871, il perd face à George-Étienne Cartier. Aux élections partielles de juillet 1873 à Beauharnois, il se présente face à Élie-Hercule Bisson, mais perd de nouveau, et de même aux élections générales de 1875. Il est finalement élu aux élections de 1878, puis réélu en 1881, avant d'être défait par Bisson en 1886.
Il marie le 9 février 1857 Marie Salomae May. Célestin Bergevin meurt le 17 juillet 1910 à Salaberry-de-Valleyfield, âgé de 77 ans et est enterré le 19 juillet. Ses cousins Achille Bergevin et Arthur Plante (en) sont aussi devenus députés de Beauharnois, tout comme son oncle Moïse Plante (en). 

## Résultats électoraux
|                                                                                            | Nom               | Parti        | Nombre de voix | %      | Maj. |
| ------------------------------------------------------------------------------------------ | ----------------- | ------------ | -------------- | ------ | ---- |
|                                                                                            | Célestin Bergevin | Conservateur | 868            | 61,5 % | 324  |
|                                                                                            | Thomas Brossoit   | Libéral      | 544            | 38,5 % | -    |
| Total                                                                                      | Total             | Total        | 1 412          | 100 %  |      |
| Le taux de participation lors de l'élection était de 100 % et 0 bulletins ont été rejetés. |                   |              |                |        |      |

|                                                                                              | Nom                 | Parti        | Nombre de voix | %      | Maj. |
| -------------------------------------------------------------------------------------------- | ------------------- | ------------ | -------------- | ------ | ---- |
|                                                                                              | Célestin Bergevin   | Conservateur | 894            | 58,4 % | 258  |
|                                                                                              | Élie-Hercule Bisson | Libéral      | 636            | 41,6 % | -    |
| Total                                                                                        | Total               | Total        | 1 530          | 100 %  |      |
| Le taux de participation lors de l'élection était de 99,5 % et 13 bulletins ont été rejetés. |                     |              |                |        |      |

|                                                                                            | Nom                   | Parti        | Nombre de voix | %      | Maj. |
| ------------------------------------------------------------------------------------------ | --------------------- | ------------ | -------------- | ------ | ---- |
|                                                                                            | Célestin Bergevin     | Conservateur | 975            | 74,1 % | 635  |
|                                                                                            | P.-V. de Boucherville | Libéral      | 340            | 25,9 % | -    |
| Total                                                                                      | Total                 | Total        | 1 315          | 100 %  |      |
| Le taux de participation lors de l'élection était de 100 % et 0 bulletins ont été rejetés. |                       |              |                |        |      |

|                                                                                              | Nom                 | Parti        | Nombre de voix | %      | Maj. |
| -------------------------------------------------------------------------------------------- | ------------------- | ------------ | -------------- | ------ | ---- |
|                                                                                              | Élie-Hercule Bisson | Conservateur | 1 086          | 50,5 % | 22   |
|                                                                                              | Célestin Bergevin   | Libéral      | 1 064          | 49,5 % | -    |
| Total                                                                                        | Total               | Total        | 2 150          | 100 %  |      |
| Le taux de participation lors de l'élection était de 70,7 % et 21 bulletins ont été rejetés. |                     |              |                |        |      |